# Martha Helsengreen
Martha Helsengreen född 19 juli 1882 i Köpenhamn död 19 februari 1938, dansk skådespelare. Hon var gift med skådespelaren Gunnar Helsengreen och mor till skådespelaren Betty Helsengreen.
Helsengreen var engagerad som filmskådespelare vid Fotorama i Århus, samt hon genomförde ett gästspel för Frans Lundberg i Malmö.

## Filmografi (urval)
- 1912 - Menneskejægere
- 1911 - Venus
- 1910 - Greven af Luxembourg
- 1910 - Elverhøj I